# Glengoyne
Glengoyne (Glenguin ou « vallée des oies sauvages » en gaélique écossais) est une distillerie de whisky fondée en 1833  à Dumgoyne (en) au nord de Glasgow en Écosse. Glengoyne est la seule distillerie des Highlands à produire un whisky dont la maturation se déroule dans les Lowlands. Située sur la ligne de partage entre Highlands et Lowlands, les alambics de la distillerie sont bel et bien dans les Highlands mais les aires de stockage pour la maturation sont situées à quelque distance de ceux-ci, dans les Lowlands.
Le single malt de Glengoyne constitue également l'ingrédient de base du blend de Langs.

## Histoire
Au début du XIXe siècle, à cause des fortes taxes sur la production d’alcool imposées par le gouvernement britannique, de nombreux producteurs de whisky se lancent dans la fabrication clandestine. La région de Glengoyne était pleine de collines et de forêts ce qui permettait aux clandestins de cacher leurs activités illicites facilement. Dans les années 1820, un acte du Parlement fut adopté ; il réduisait le coût de la licence requise pour distiller et vendre de l’alcool.
Peu après la promulgation de l'Excise Act de 1823, un de ces sites illicite sort de la clandestinité et s’installe sur le site actuel de Glengoyne. La distillerie est officiellement fondée en 1833 sous le nom de Burnfoot Distillery. Il n'existe aucune trace écrite de distillation sur le site avant cette date mais les recherches d’un historien local établissent la présence de distillation clandestine à proximité au tout début du XIXe siècle.
Après avoir changé trois fois de propriétaire en quarante ans, la distillerie est rachetée par les frères Lang en 1876 qui changent son nom pour Glenguin. En 1905 le nom change de nouveau pour prendre sa forme actuelle de Glengoyne.
Pour les besoins du film La part des anges avec comme thème principal le whisky Écossais, l’extérieur de l’entreprise visitée en début de film est celui de la distillerie de Glengoyne.

## Caractéristiques
Glengoyne reste la seule distillerie, avec Macallan, à utiliser l'orge Promesse dorée, de faible rendement, mais de meilleure qualité. L'approvisionnement en eau de la distillerie vient de la rivière Glengoyne qui coule de la colline Dumgoyne voisine dans les terres de la distillerie avant de se jeter dans le Loch Lomond.
Contrairement à beaucoup d'autres distilleries, Glengoyne utilise l'air chaud pour sécher le malt au lieu de la fumée de tourbe. L'apparence claire et brillante, ainsi que la saveur caractéristique des single malts de Glengoyne sont attribuées à l'absence de fumée de tourbe. Les publicités de Glengoyne exploitent cette particularité, qui garantirait un « goût authentique de whisky de malt non gâté par la fumée de tourbe ». Le séchage de malt sans fumée de tourbe a cependant amené certains à situer le whisky de Glengoyne comme étant plus proche d'un whisky des Lowlands que des single malts des Highlands,.

## Production de la marque
- Glengoyne 10 ans 40 %
- Glengoyne 12 ans 43 %
- Glengoyne 14 ans 43 % (vendu dans les aéroports uniquement)
- Glengoyne 17 ans 43 %

- Glengoyne 18 ans 40%
- Glengoyne 21 ans 43 %
- Glengoyne 25 ans 48 %
- Glengoyne 30 ans 50 %
- Glengoyne Millennium (plus de 30 ans) 50 %